# Pępawa dachowa
Pępawa dachowa (Crepis tectorum L.) – gatunek rośliny należący do rodziny astrowatych. Pochodzi z Europy i północnej Azji. Zwarty zasięg obejmuje Półwysep Skandynawski, Europę Środkową i Wschodnią, na zachodzie po wschodnią Francję, na południu po Alpy i Karpaty  i Góry Dynarskie. Poza tym na rozproszonych stanowiskach lub jako gatunek ekspansywny obecny jest na pozostałym obszarze Europy Zachodniej i w górach Półwyspu Apenińskiego i Bałkańskiego. W Azji zwarty zasięg sięga Syberii i gór Azji Środkowej, ale obecny jest także na Syberii Wschodniej, Rosyjskim Dalekim Wschodzie i w północnych Chinach. Inwazyjny jest na rozległych obszarach północnej i środkowej Ameryki Północnej, w tym rośnie też na południowym krańcu Grenlandii, a na południe sięga po: Karolinę Północną, Missouri, Wyoming i Kalifornię. W Polsce gatunek jest pospolity z wyjątkiem Karpat i Podkarpacia, gdzie znany jest z rozproszonych stanowisk. 

## Morfologia

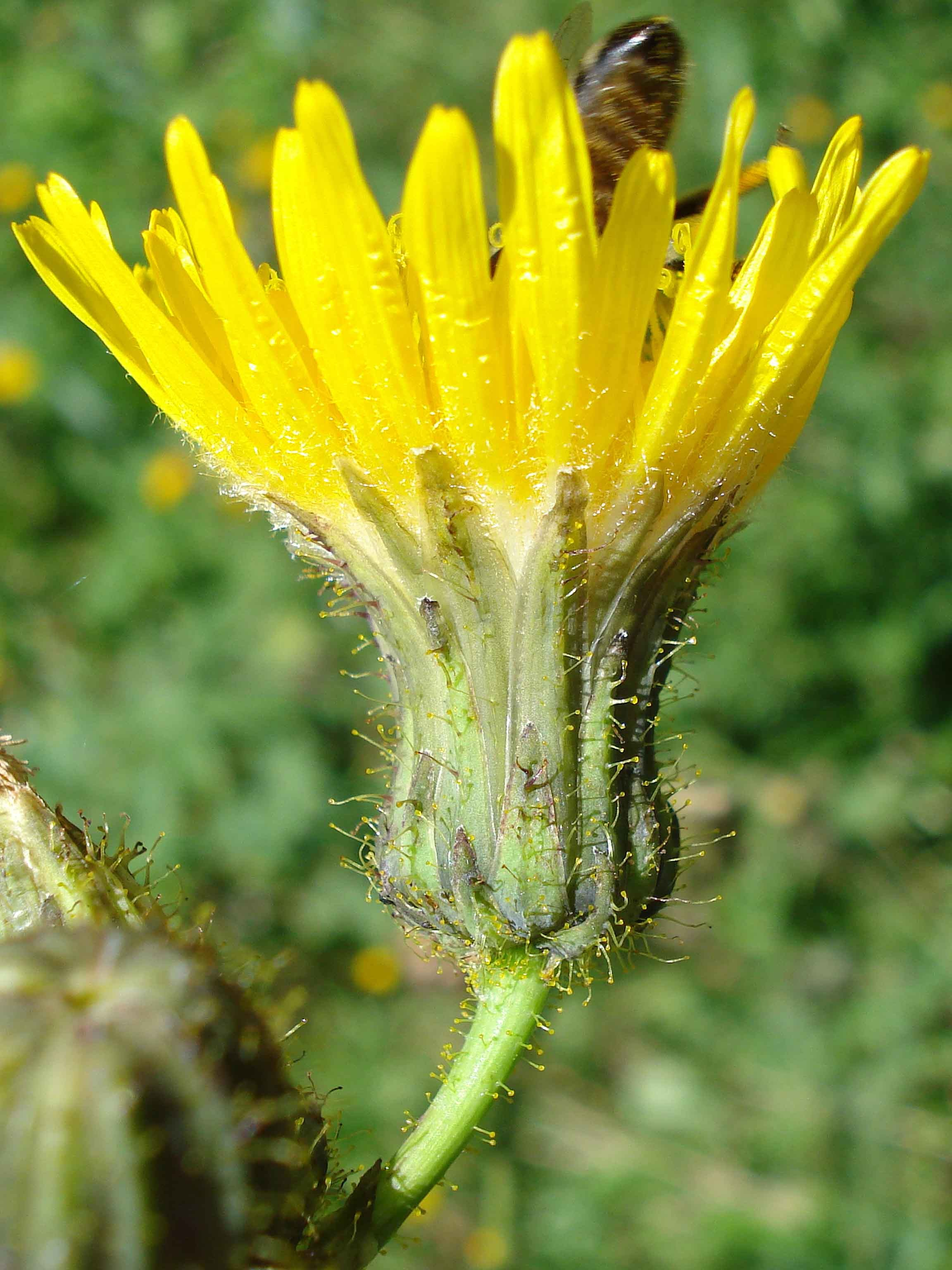
Kwiatostan

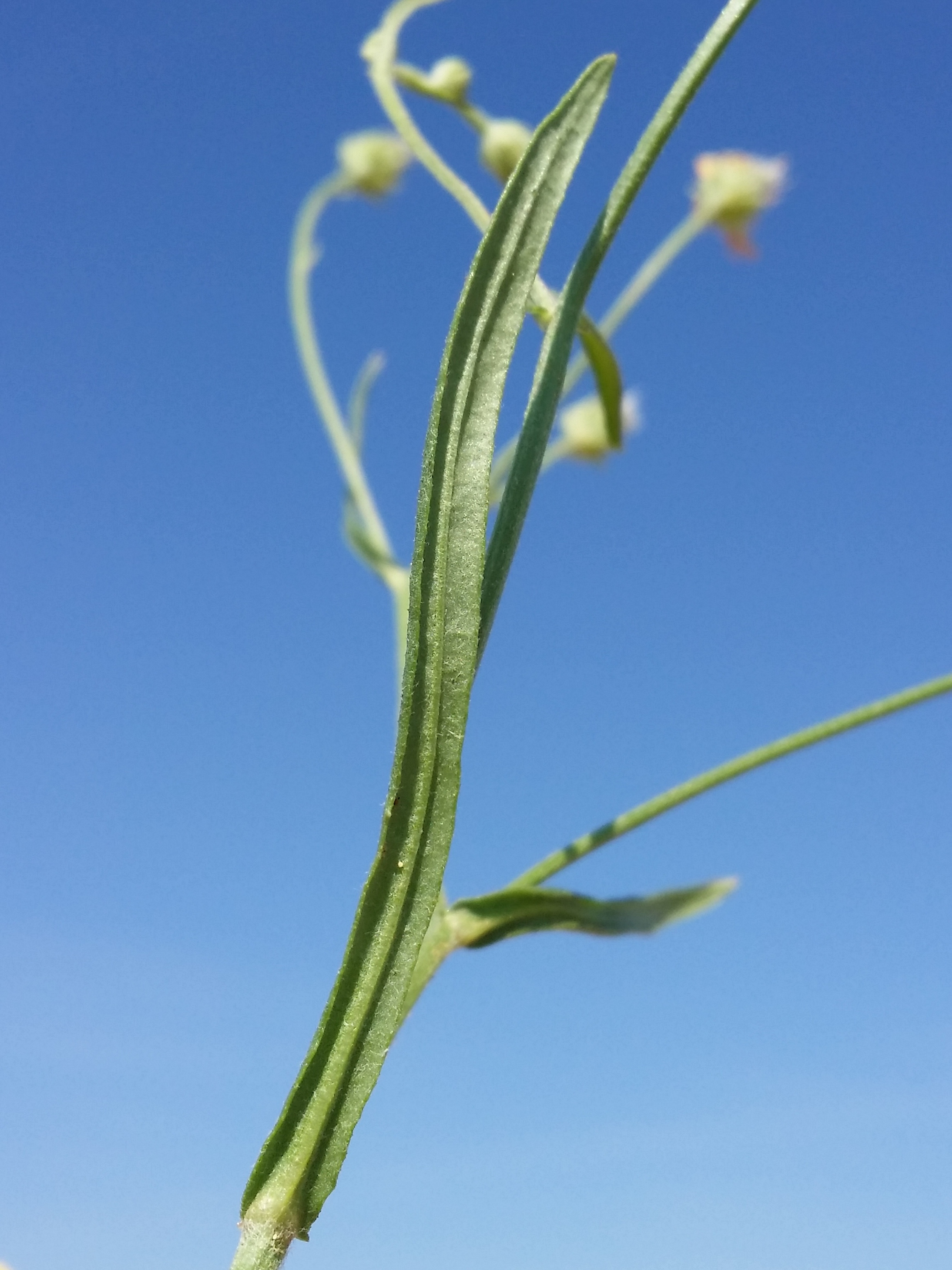
Liść łodygowy o podwiniętych brzegach

PokrójRoślina szarawozielona, krótko owłosiona (przy czym owłosienie zmienne – rośliny bywają niemal nagie do gęsto, pajęczynowato owłosionych), o korzeniu palowym, wrzecionowatym, krótkim i pędzie prosto wzniesionym, rozgałęzionym (często szeroko) w górze lub od nasady. Roślina osiąga zwykle od 10 do 60 cm wysokości, maksymalnie do 100 cm.
LiścieDolne skupione w rozetę przyziemną, zasychają w czasie kwitnienia. Są one ogonkowe (ogonek jest oskrzydlony), pierzastodzielne i zatokowo ząbkowane. Osiągają od kilku do kilkunastu cm długości i od 1 do 4 cm szerokości. Liście łodygowe z wyjątkiem najniższych z reguły niepodzielone, coraz węższe i całobrzegie. Najwyższe równowąskie, długie i z reguły z brzegami podwiniętymi, siedzące i strzałkowatą nasadą obejmujące łodygę.
KwiatyZebrane w liczne koszyczki tworzące baldachopodobne wiechy złożone. W koszyczkach znajduje się od 30 do 70 kwiatów języczkowatych. Okrywy mają kształt walcowato-dzwonkowaty i osiągają ok. 9 mm długości. Ich lancetowate listki (w liczbie od 12 do 15) są zwykle od zewnątrz pokryte szarymi, odstającymi włoskami z pojedynczymi gruczołkami, od wewnątrz są przylegająco owłosione. Korona jest jasnożółta, do 10–13 mm długości.
OwoceNiełupki do 3 mm długości z 10 żebrami, ciemnoczerwone do brązowobrunatnych. Puch kielichowy miękki, do 5 mm długości, śnieżnobiały.
Gatunki podobneW Europie Środkowej wyróżnia się od innych pępaw okrywami nieogruczolonymi (ew. tylko z pojedynczymi gruczołkami), szarozieloną barwą, a przede wszystkim równowąskimi, podwiniętymi liśćmi w górnej części pędu.

## Biologia i ekologia
Roślina jednoroczna i dwuletnia, terofit i hemikryptofit. Kwitnie od maja do października. Kwiaty, jak u innych astrowatych przedprątne, zapylane są przez muchówki i błonkoskrzydłe. Nasiona kiełkują wiosną i jesienią.
Rośnie w miejscach suchych, zwykle na glebach piaszczystych na polach, odłogach, suchych murawach, przydrożach, w miejscach przekształconych, ruderalnych, na nieużytkach i murach, także na skrajach lasów i w widnych, głównie sosnowych lasach, na porębach i przydrożach śródleśnych, w wyschniętych korytach rzek i strumieni. Na obszarach górskich w Polsce sięga do 710 m n.p.m., w Chinach do 1800 m.

## Znaczenie użytkowe
Gatunek jest pospolitym chwastem na piaszczystych glebach, głównie w zbożach ozimych. Rośliny zwalczane są za pomocą starannej uprawy mechanicznej.